# Хамос
Хамос, или Кемош (ивр. כמוש‎, Камош; греч. Χαμώς), — западносемитское божество, неоднократно упоминаемое в Библии. Главный бог моавитян, присутствует в надписи Меши во главе войска; ему приносились человеческие жертвоприношения (4Цар. 3:27). Согласно Суд. 11:24 он почитался также аммонитянами.

## Библия
В первую очередь Хамос считался богом моавитян, которые, соответственно, назывались «народом Хамоса» (Чис. 21:29). Он называется моавитскою мерзостью, подобно тому как Молох считался мерзостью аммонитскою (3Цар. 11:7). Впрочем, однократно Хамос назван божеством аммонитян (Суд. 11:24).
Соломон построил в честь Хамоса для своих жён моавитянок капище, которое существовало вплоть до правления Иосии и только при этом царе было разрушено (4Цар. 23:13). Несколько раз Хамос упоминается в книге пророка Иеремии.

## Стела Меша
В 1865 году во время раскопок в Палестине было получено внебиблейское подтверждение существованию культа Хамоса у моавитян — на стеле, созданной по приказу царя Меша, подробно излагаются деяния этого правителя, при этом постоянно подчёркивается, что всё это сделано по слову Хамоса (Кемоша).

## Упоминание в литературе
Хамос упоминается в первой книге поэмы Джона Мильтона «Потерянный рай», при этом он предстаёт одним из важных сподвижников Сатаны:

Вторым шёл Хамос — ужас и позор

Сынов Моава. Он царил в земле

Ново и Ароера, средь степей

Спалённых Аворнма; Езевон,

Оронаим, Сигонова страна,

И Сивма — виноградный дол цветущий,

И Елеал, весь неохватный край

До брега Моря Мертвого, пред ним

Склонялся. Он, под именем Фегора,

В Ситтиме соблазнил израильтян,

Покинувших Египет, впасть в разврат,

Что принесло им беды без числа.

Он оргии свои до той горы

Простёр срамной и рощи, где кумир

Господствовал Молоха — людобойцы,

Пока благочестивый не пресёк

Иосия грехи и прямо в Ад

Низверг из капищ мерзостных божков.

перевод Арк. Штейнберга.